# (162173) Ryugu
(162173) Ryugu (auch: 1999 JU3, von japanisch 竜宮 Ryūgū, deutsch ‚Drachenpalast‘) ist ein Asteroid des Apollo-Typs, der am 10. Mai 1999 im Rahmen des LINEAR-Projekts entdeckt wurde. Der Asteroid wurde unter anderem vom Arecibo-Observatorium beobachtet; nach dessen Schließung 2020 wird er vom Goldstone Deep Space Communications Complex verfolgt.

## Physikalische Daten

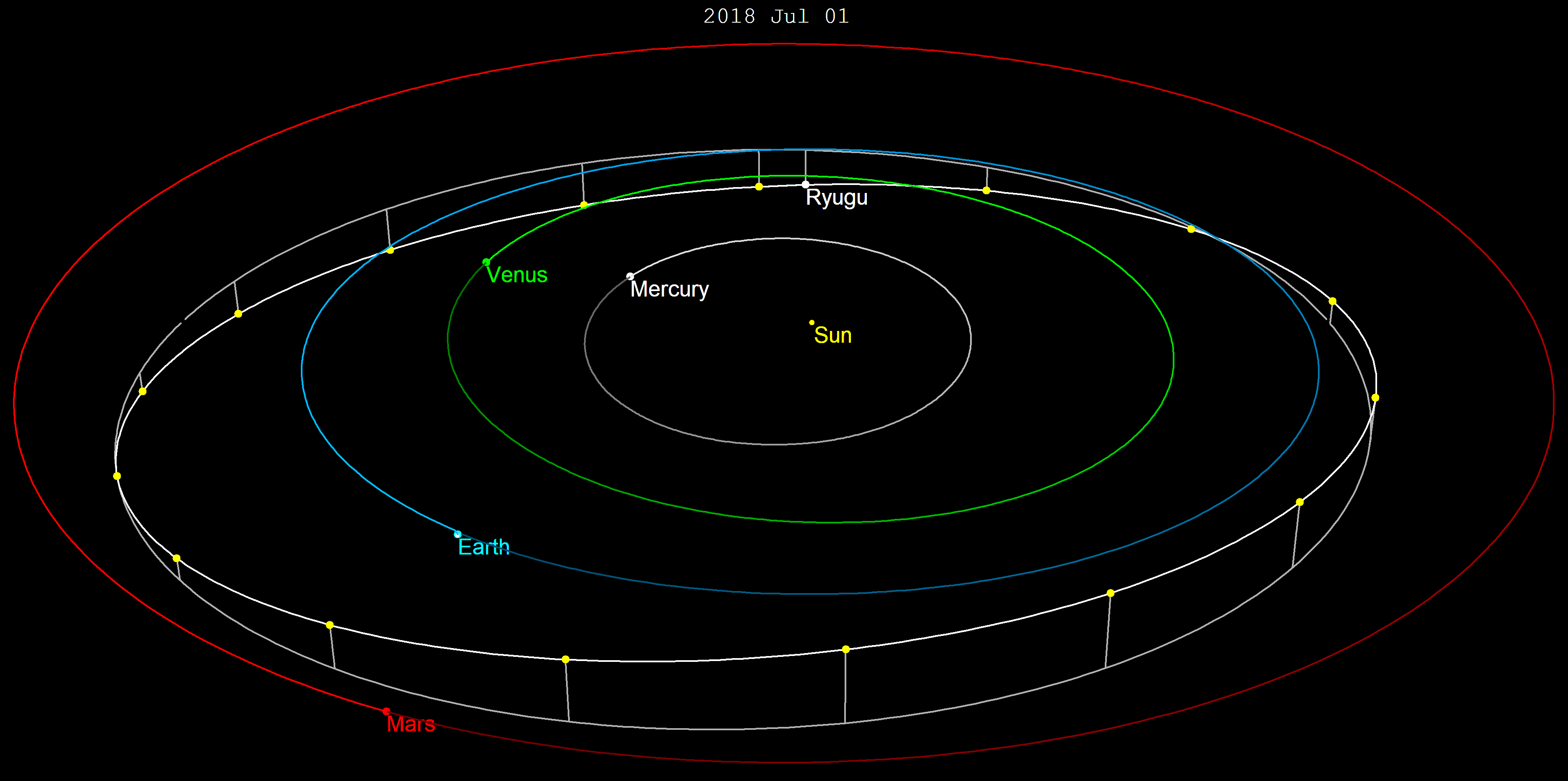
Orbit des Asteroiden Ryugu

Ryugu misst etwa einen Kilometer im Durchmesser, seine Masse beträgt etwa eine halbe Milliarde Tonnen. Der C-Typ-Asteroid („C“ für kohlenstoffreich) ähnelt den keinen höheren Temperaturen ausgesetzten und damit wenig veränderten 4,5 Milliarden Jahre alten CI-Chondriten in Meteoritensammlungen. Die durchschnittliche Dichte beträgt nur 1,19 ± 0,02 Gramm pro Kubikzentimeter, was bedeutet, dass ein großer Teil des Asteroiden von Hohlräumen durchzogen sein muss.

### Umlaufbahn
Ryugu umrundet die Sonne innerhalb von 474,5 Tagen in einem Abstand von 0,96 AE bis 1,42 AE, „kreuzt“ also die Umlaufbahn der Erde und nähert sich der Umlaufbahn des Mars an. Der kleinste Abstand der Asteroiden- zur Erdbahn (Earth MOID) beträgt rund 150.000 km.

## Aufbau

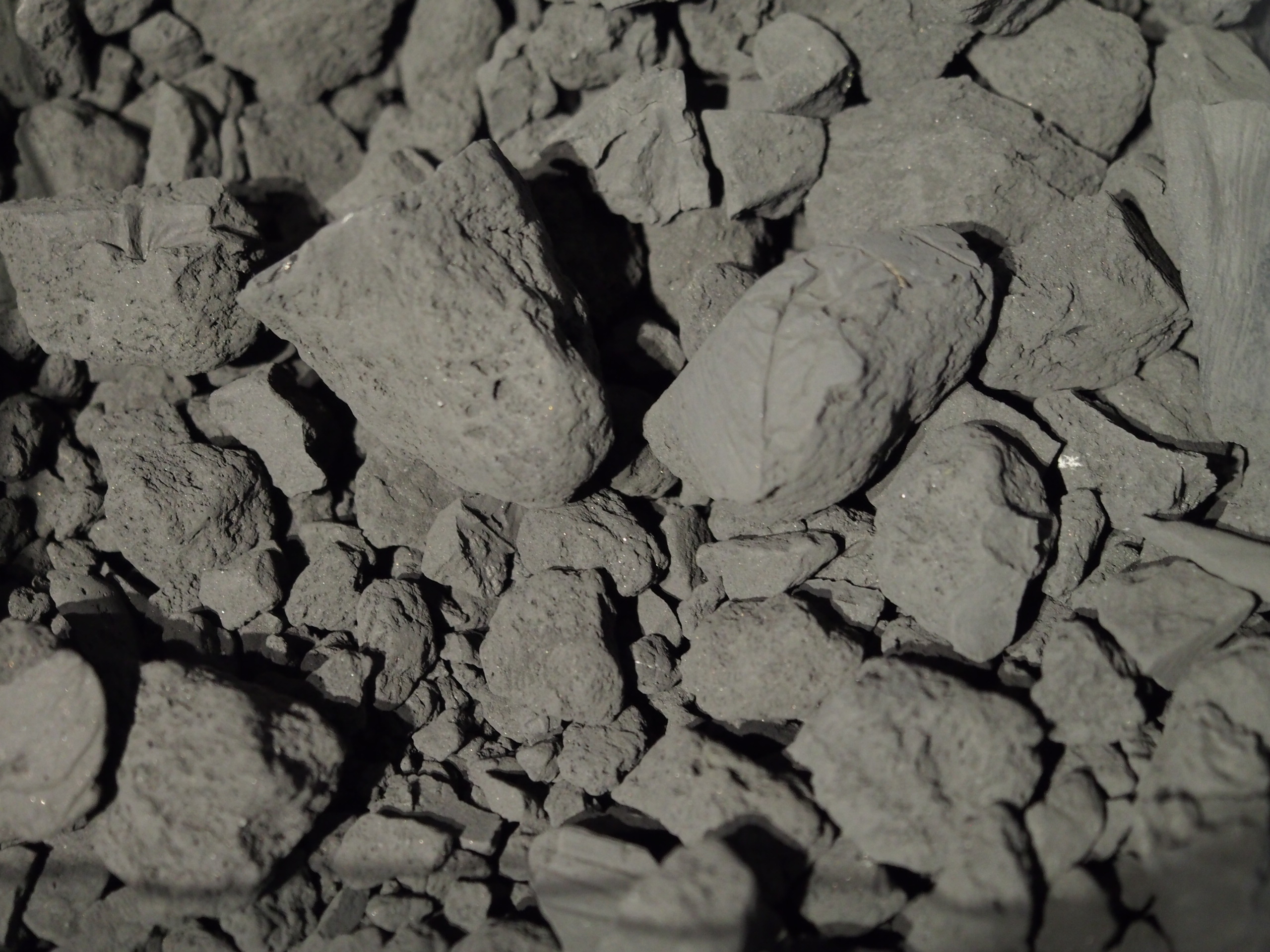
Nachbildung der Oberfläche von Ryugu in der japanischen Ausstellung „Kuroi Sho-Wakusei – Ryugu“

Die mittlere Dichte von Ryugu lässt erkennen, dass der Asteroid aus zahlreichen kleinen „Brocken“ besteht (engl. rubble pile). Aus der Größe des Kraters, den ein 2,5 kg schweres Projektil der Sonde Hayabusa 2 erzeugt hatte, wurde geschlussfolgert, dass der Asteroid nicht durch Kohäsion, sondern nur von der Gravitationskraft zusammengehalten wird.
Auf Fotoaufnahmen von MASCOT, die der Lander während des Abstiegs und auf der Oberfläche angekommen selbst machte, „sind hauptsächlich dunkle dezimeter- bis metergroße kantige, manchmal aber auch glatte Felsblöcke zu sehen. Felsblöcke mit glatten Bruchflächen und scharfen Kanten sind dabei etwas heller als Brocken mit einer unregelmäßigeren, blumenkohlartigen und teilweise krümeligen Oberfläche. […] Die beiden beobachteten Felstypen sind zu etwa gleichen Teilen auf der Oberfläche auf Ryugu verteilt.“ Überraschenderweise war auf der Oberfläche nicht so viel feiner Staub, also durch Weltraumverwitterung entstandenes Regolith, wie erwartet.
Die Form des Asteroiden wurde vor Ankunft der Sonde Hayabusa 2 zunächst „eher rundlich“ geschätzt. Erste während der Ankunft der Mission gemachte Aufnahmen zeigen seine Gestalt als „überraschend scharfkantig“ und oktaederförmig mit einer deutlich ausgeprägten Verdickung am Äquator. Es wird spekuliert, dass der Asteroid früher rascher rotierte und durch die Fliehkraft Material von den Polen zum Äquator bewegt wurde.

## Entstehungsgeschichte
Der Asteroid entstammt ursprünglich aus dem äußeren Sonnensystem jenseits des Saturn und dürfte bei einem Zusammenprall größerer Körper entstanden sein, indem die Trümmer sich durch die gegenseitige Anziehung sammelten und einen neuen Asteroiden bildeten. Ryugu hat Ähnlichkeit mit dem Asteroiden (101955) Bennu, sodass es wahrscheinlich ist, dass beide aus derselben Asteroidenfamilie stammen.

## Erforschung

### Erforschung von der Erde aus
„Außerdem zeigen Messungen von der Erde aus, dass das Gestein des Asteroiden eventuell einmal mit Wasser in Berührung gekommen ist.“

### Hayabusa-2-Mission
(162173) Ryugu wurde als primäres Zielobjekt für die am 3. Dezember 2014 gestartete Hayabusa-2-Mission der Japan Aerospace Exploration Agency (JAXA) ausgewählt. Bei der Marco-Polo-Mission der ESA im Rahmen ihres Cosmic-Vision-Programms gehört er ebenfalls zu den möglichen Zielen.
JAXA schrieb 2015 einen öffentlichen Wettbewerb zur Namensfindung für den Asteroiden aus. Am 28. September 2015 wurde er nach dem Unterwasserpalast des Drachengottes Ryūjin aus einer japanischen Sage benannt. Der Fischer Urashima Tarō besuchte diesen Palast und brachte eine schwarze Kiste mit Geheimnissen zurück. In Analogie dazu besuchte Hayabusa 2 den Asteroiden und brachte eine Kapsel mit Gesteinsproben zurück.

#### Messungen und Fotos durch die Sonde und deren Auswertung
Erste Messungen zeigten eine Oberflächentemperatur von 30 bis 100 °C.
Die Sonde Hayabusa 2 kam wiederholt nahe an die Oberfläche heran und nahm dabei hochauflösende Fotos auf, beispielsweise gelang am 21. September 2018 ein Foto aus einer Höhe von nur 64 Metern, wobei auch die Oberfläche eines mehrere Meter großen Felsbrockens im Detail zu sehen ist. Auffallend ist hier, dass die Oberfläche frei von Regolith ist. In einer anderen Aufnahme erkennen Sugita et al. auf einem etwa 20 Meter großen Felsbrocken in Vertiefungen auf der Oberfläche Ablagerungen von Regolith.

#### Entnahme der Bodenproben
Die Raumsonde Hayabusa 2 brachte Bodenproben zur Erde, die im Dezember 2020 mit einer Landekapsel in der Woomera Prohibited Area in Australien ankamen. Es wurden an räumlich benachbarten Stellen zwei Proben genommen. Die erste am 22. Februar 2019 (japanischer Zeit). Die Raumsonde wurde an die Oberfläche herangesteuert und bei Kontakt des Samplers mit der Oberfläche wurde auf diese aus dem Inneren des Samplers ein 5 Gramm schweres Tantal-Projektil abgeschossen. Das dadurch auffliegende Material wurde eingefangen. Bei der zweiten Probenaufnahme feuerte die Raumsonde am 5. April 2019 eine zwei Kilogramm schwere, flache Kupferscheibe auf die Oberfläche, die sich durch die Beschleunigung verformte, und entnahm am 11. Juli 2019 aus dem derart erzeugten Krater mit dem Sampler frisches Bodenmaterial, das somit nicht der Weltraumverwitterung unterlag.
Grundsätzlich konnten mit dem Sampler verschiedene Materialproben genommen werden: Zum einen auffliegendes festes Material und dann konnte Gas – auch Edelgase – in gasdichte Kammern eingefangen werden. Unabhängig von der Auslösung des Tantal-Projektils konnten dort, wo der Sampler die Oberfläche von Ryugu berührte, mit Hilfe einer rein mechanisch arbeitenden Vorrichtung 1 mm bis 5 mm große Körner aufgenommen werden.

#### Untersuchung der Bodenproben auf der Erde
Die Proben der Hayabusa-2-Mission wurden unter anderem im
Extraterrestrial Sample Curation Center der JAXA analysiert. Es fanden sich mehr als zwanzig verschiedene Aminosäuren und Nicotinsäure (Nicacin, Vitamin B3) u. a. m.